# RNLB Alfred Corry
Pour les articles homonymes, voir Corry.
Le RNLB Alfred Corry (ON 353) est un ancien Lifeboat de la Royal National Lifeboat Institution (RNLI). Il est de la Norfolk and Suffolk-class lifeboat (en),canot non auto-redressable et naviguant à la voile et à l'aviron. Il a servi à la Southwold Lifeboat Station (en) de Southwold dans le Suffolk de 1894 à 1918. 
Son port d'attache actuel est au Alfred Corry Lifeboat Museum de Southwold depuis 1998.
Il est enregistré comme bateau du patrimoine maritime du Royaume-Uni par le National Historic Ships UK et au registre de la National Historic Fleet.

## Histoire
L' Alfred Corry a été construit en 1893 par Beeching Brothers de Great Yarmouth pour la RNLI.
Il est le premier exemplaire d'une classe améliorée de la Norfolk and Suffolk-class embarcation appelée Carvel-class. Le financement de la construction du bateau est venu d'un don laissé à la RNLI par la succession de Mr Alfred James Corry de Putney. Le canot a été lancé 41 fois au cours de sa carrière de 25 ans et a permis, avec son équipage, de sauver 47 vies.  
En 1919, Alfred Corry a été vendu à Lord Albermarle qui l'a converti en un yacht à Lowestoft. Il a été rebaptisé Alba et a reçu un moteur en 1921. 
En 1949, le bateau a été rebaptisé Thorfinn pour être utilisé comme une péniche à Maldon. En 1976, le bateau a été racheté par l'arrière petit-fils du premier barreur et restauré en yacht sous son nom d'origine. 
En 1991, Alfred Corry a été acheté par une association de bienfaisance et a été remis dans son état d'origine à Lowestoft. La restauration terminée en 1998, le bateau a été remorqué à Southwold. 

## Homonyme
Alfred James Corry est né à Kensington en 1858 et était le fils d'un riche marchand de cuivre de Dublin. Il a commencé sa carrière comme ingénieur civil dans la Southwark and Vauxhall Waterworks Company (en). En 1883, il est devenu membre de l'Institution of Civil Engineerset en 1885 il est également devenu un membre de la Royal Institution of Naval Architects.  
Il est décédé à l'âge de 34 ans dans la maison de famille à Wandsworth. Son dernier testament incluant un héritage de £ 15000 a été versé à la RNLI pour la construction d'un bâtiment, l'aménagement et l'équipement d'une embarcation de sauvetage. Bien qu'Alfred Corry n'ait pas de lien avec la mer en tant que telle, c'est à cause de l'embarcation de sauvetage Cork qui avait une fois sauvé ses parents que cet héritage a été réalisé et que son nom a été donné au canot de sauvetage.

## Caractéristiques
L'embarcation de sauvetage est équipée de deux mâts portant des voiles et de 16 rames. 
L'embarcation était lancée de la plage jusqu'à 1908 quand un slipway a été construit dans le port.

## Musée
Le Alfred Corry est abrité dans un musée au nom du bateau dans le port de Southwold  à l'embouchure de la rivière Blyth. L'ancien hangar de la Southwold Lifeboat Station est adjacente au musée et a été entièrement restaurée. Le musée était autrefois le hangar du Cromer Lifeboat, construit en 1923 et le premier de ce type à avoir été construit par la RNLI. Le hangar adjacent est l'un des seuls exemples restants de ses hangars de sauvetage de ce type construit par le RNLI à cette époque. Alfred Corry constitue la principale exposition dans le musée qui est libre d'accès. 